# Rasmus Sundstedt

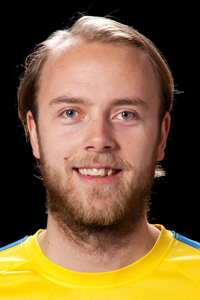
Rasmus Sundstedt.

Rasmus Sundstedt, född 8 januari 1989 i Stockholm, är en svensk innebandyspelare,  fostrad i Odelberg/Gustavsberg IBK. 
Sundstedt spelade innan i Caperio Täby (2008-2012), och han spelar även i landslaget. Storvreta betalade omkring 500 000 kronor för honom. År 2011 blev Sundstedt utsedd till plats nr 10 i världen. I VM 2010 kom han tvåa i poängligan. Idag[när?] spelar han återigen i Storvreta efter två år i HC Rychenberg.